# 마이링겐–이너트키르헨 철도
마이링겐–이너트키르헨 철도(Meiringen–Innertkirchen Railway)는 1,000mm 미터궤 철도 노선이다. 인터라켄과 루체른을 연결하는 첸트랄반 회사 브뤼닉선과 연결되는 이너트키르헨과 마이링겐 사이의 5km 거리를 커버한다.
크라프트버케 오버하슬리 (KWO) 전기 공급 회사는 지역 수력 발전 산업의 발전을 지원하기 위해 1926년에 노선을 건설했다. 그것은 1946년에 승객을 수송하기 시작했고 KWO는 그것을 운영하기 위해 새로운 회사인 마이링겐-이너트키르헨 철도 (MIB)를 분사했다. KWO는 2020년 말에 첸트랄반에 회사를 매각했다. 이 노선은 지역 교통수단 역할을 할 뿐만 아니라 관광객을 경치 좋은 아레 협곡으로 수송한다.

## 역사
이 노선은 원래 오버하슬리와 그림젤 고개의 수력발전 댐 건설을 지원하기 위한 건설 철도로 건설되었다. 그것은 수력 발전소를 건설하고 운영하기 위해 설립된 크라프트버케 오버하슬리 (KWO) 회사에 의해 건설되었으며 1926년에 문을 열었다. 여러 말렛형 증기기관차가 노선을 운영하기 위해 레티쉐 철도에서 인수되었다. 건설 교통뿐만 아니라 이 노선은 근로자와 그 가족을 위한 제한된 여객 서비스도 운영했다. 1931년에 배터리 철도 차량을 구입했고, 1939년에 두 번째 차량을 구입했다.
1940년에 동굴에 군사 시설이 건설되었으며, 이 동굴은 아레 협곡을 우회하는 키르헤터널과 협곡 자체에 연결되었다. 터널에 주차된 기차는 이 설치를 위한 사무실과 기타 시설을 제공했다. 동굴과 연결 터널은 여전히 존재하지만, 더 이상 사용되지 않는다.
1946년에 이 노선은 공공 여객 수송 철도로 운영할 수 있는 면허를 받았고, 이를 위해 마이링겐-이너트키르헨 철도 회사가 설립되어 소유자인 KWO의 자회사로 노선을 운영했다.
1976년 갱신을 위한 면허가 나왔을 때 노선을 대폭 업그레이드하기로 결정했다. 무거운 4륜 배터리 철도 차량은 선로와 노반에서 가혹했으며, 경제 수명이 다한 상태였다. 노선은 전철화되어 전기 전차형 철도 차량을 구매하였다. 1996년에는 대부분의 서비스를 운행하기 위해 새 철도 차량을 구입했다. 2005년에는 중고 철도 차량을 구입하여, 예비 전차로 사용하여 이전 전차를 폐기할 수 있었다.
2003년에는 지하 아레슐트 동역이 개통되어 아레 협곡의 동쪽 입구에 접근할 수 있었다.
2021년 1월 1일, 첸트랄반이 노선을 인수했다.

## 운행

### 노선
노선은 물리적으로 첸트랄반 회사의 브뤼닉선에 연결된 마이링겐역의 13번 트랙에서 시작된다. 두 노선 모두 1,000mm 게이지이지만 전기적으로 호환되지 않으며, 승객 서비스를 통해 운영되지 않는다. 역을 나온 직후, 이 노선은 횡단보도를 건너 여객 서비스가 주역으로 확장될 때까지 사용되지 않은 이전 여객 터미널을 통과한다.
노선의 첫 번째 정류장은 알프바흐이다. 이곳은 라이헨바흐폭포 삭도의 아래쪽 역에서 도보로 약 500m 거리에 있으며, 이곳에서 아서 코난 도일 경의 가상의 영웅인 셜록 홈즈가 사망한 것으로 보이는 유명한 라이헨바흐 폭포까지 방문할 수 있다. 수년 동안 알프바흐는 MIB가 1912년부터 1956년까지 존재했던 트램웨이인 마이링겐 – 라이헨바흐 – 아레슐트 노선과 수평을 이루는 지점이었다.
알프바흐에서 노선은 아레강의 북쪽 은행을 따른다. 다음 정거장은 아름다운 아레 협곡 또는 아레슐트가 시작되기 직전에 있는 아레슐트 서역이다. 이 노선은 지하 아레슐트 동역이 있는 1,502m 길이의 키르헤터널을 통해 협곡을 우회한다. 두 아레슐트 정류장은 협곡 자체를 통해 관광 산책로로 연결된다.
운터바서에서 중간 정류장을 더 지나면 이 노선은 이너트키르헨 마을 중앙을 지나 이너트키르헨 우체국 정류장을 호출한 후 이너트키르헨의 KWO 공장에서 끝난다. 여객 터미널 너머로 노선은 KWO의 작업장으로 계속 이어지며, 이곳에서 노선의 정비창도 찾을 수 있다.

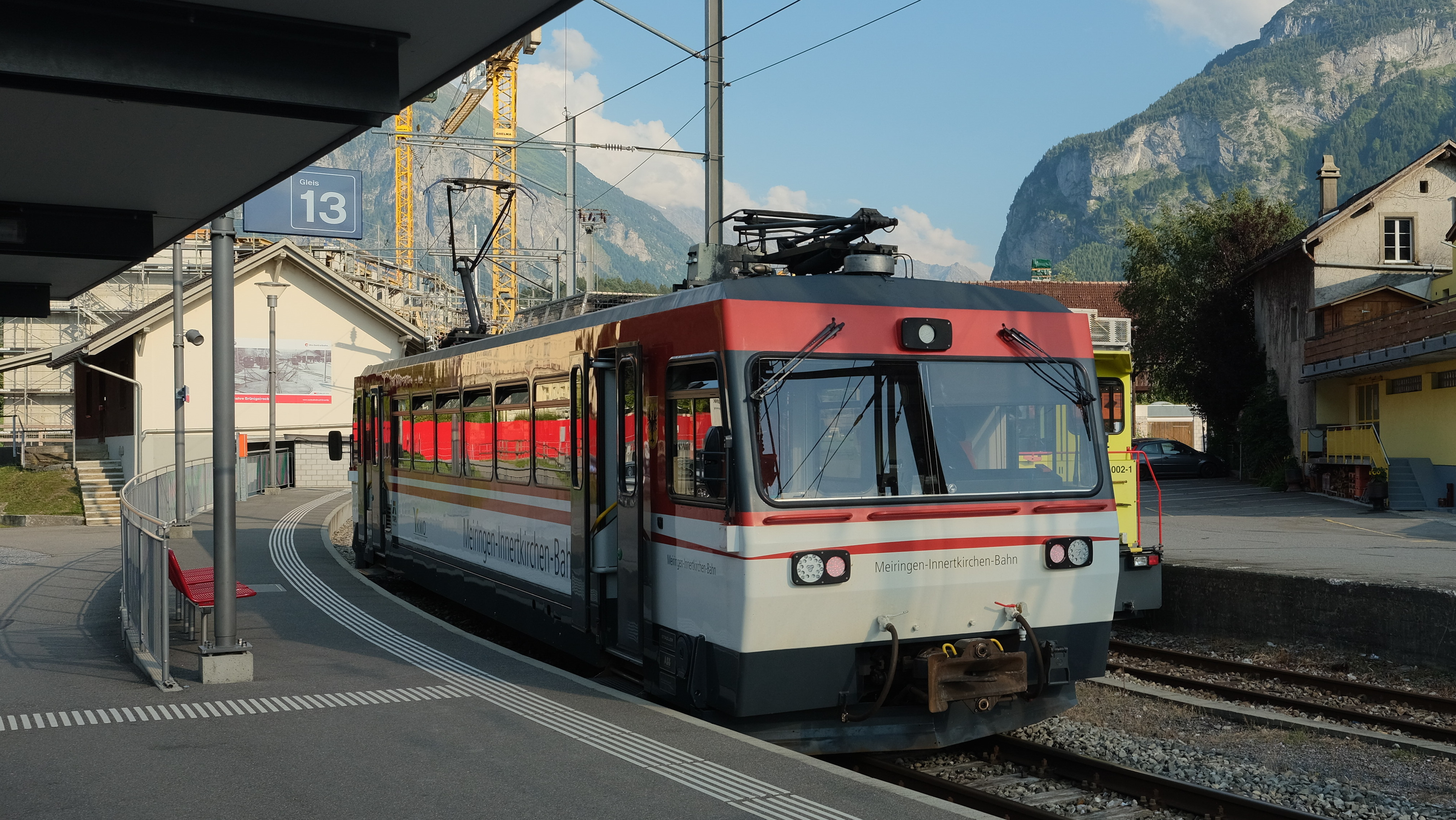
메이링엔역 13호선 MIB 종착역
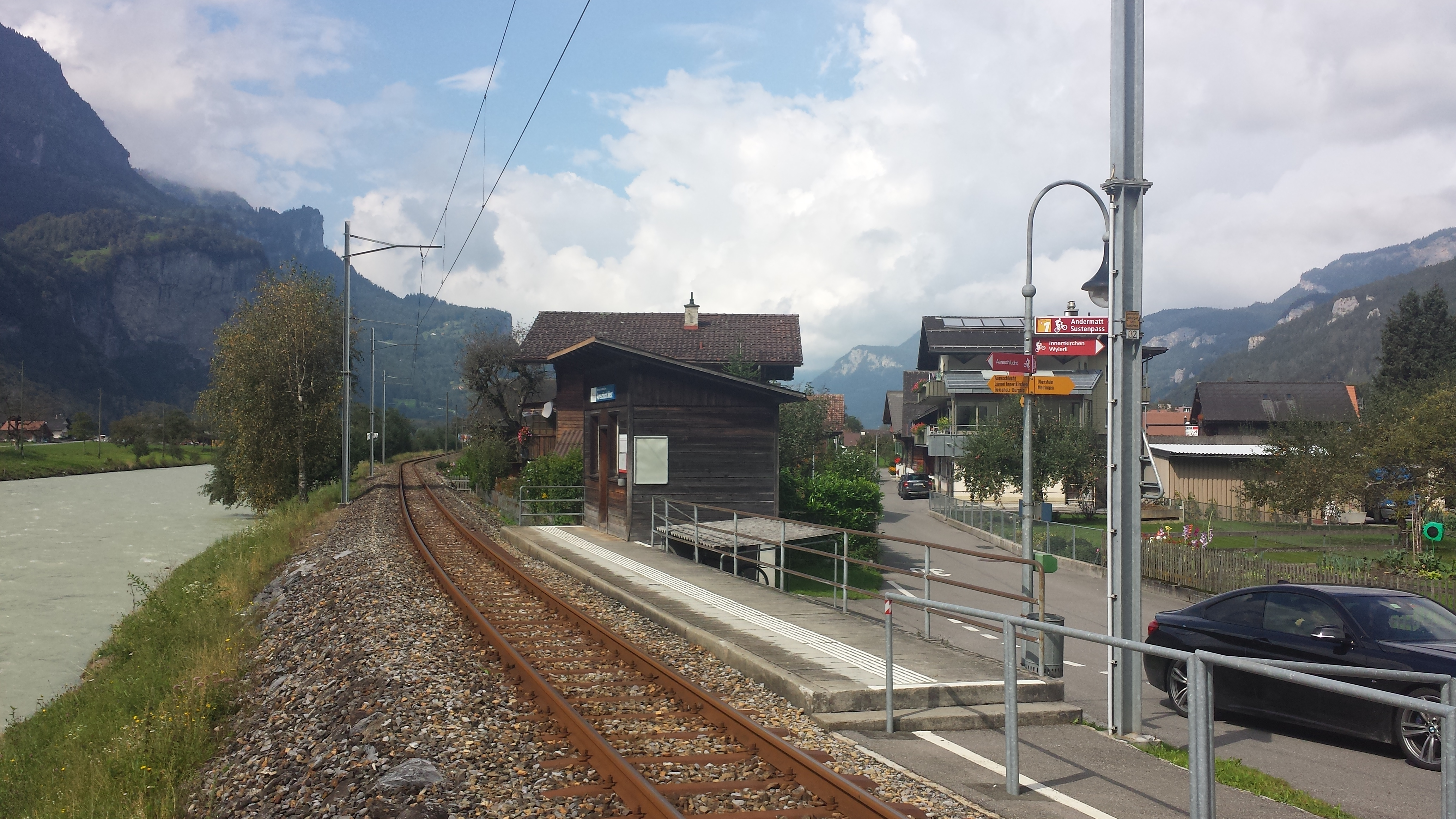
아레슐트 서역, 노선 중간 정류장
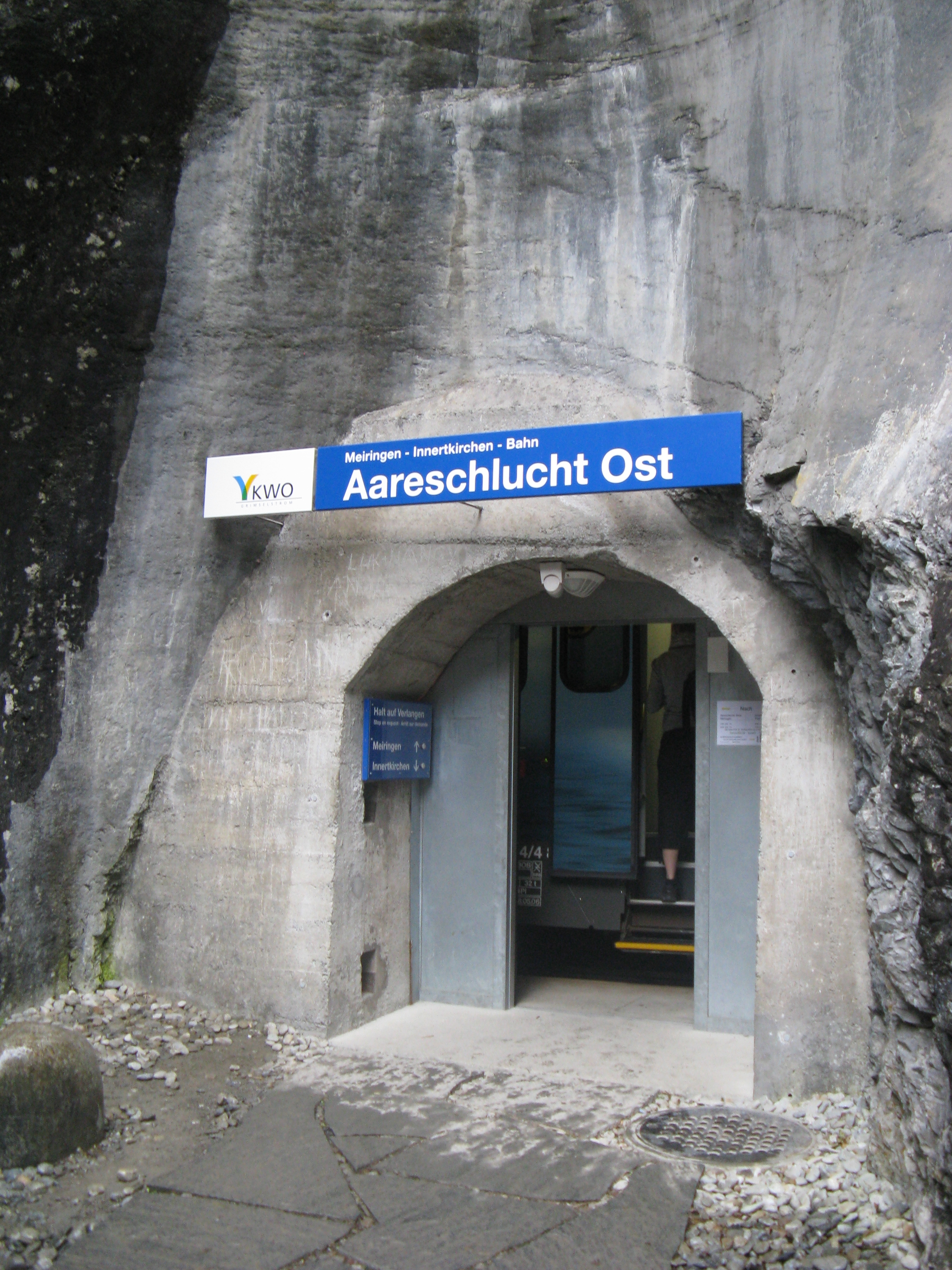
특이한 아레슐트 동역
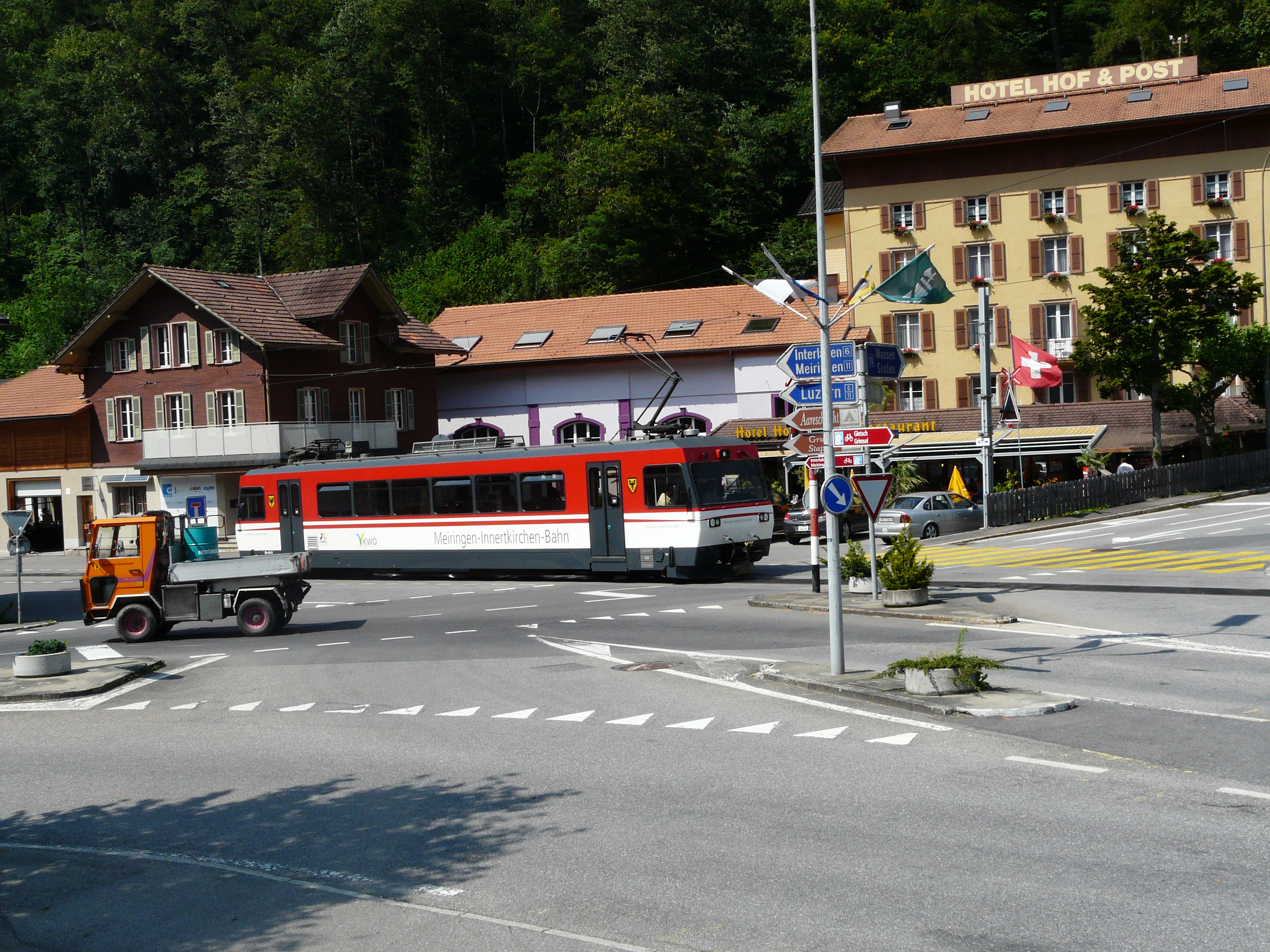
MIB 차량은 이너트키르헨 우체국의 이너트키르헨 중심을 통과
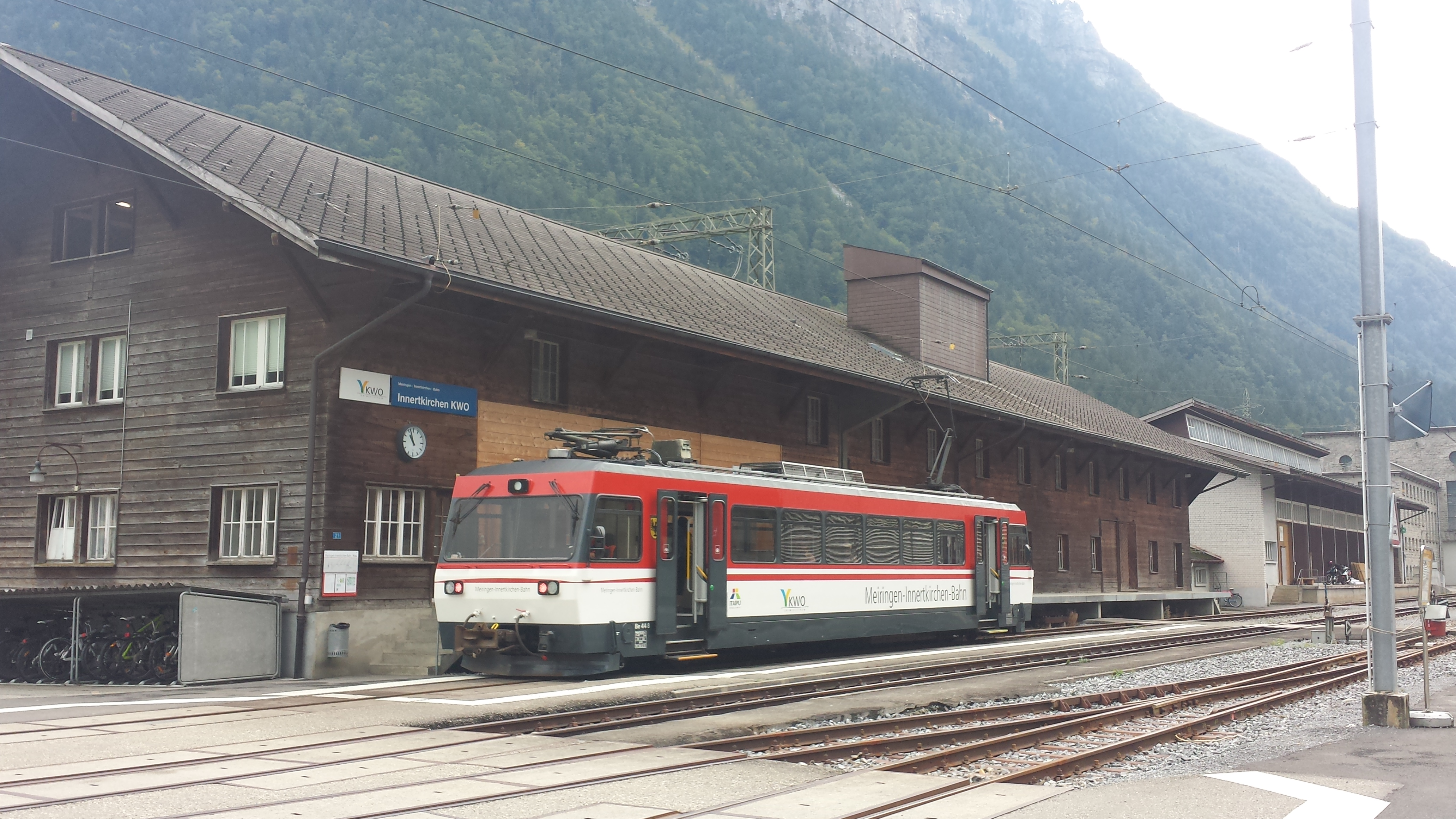
이너트키르헨 종착역 KWO 정비창

### 운행편
여객 서비스는 일주일에 7일, 시간당 1~2회 운행되며, 브루니그 노선의 대부분의 열차를 오가는 연결편이 있다. 기차는 단일 철도 차량으로 구성된다.
아레슐트 동역의 작동은 특히 주목할 만하다. 기차가 터널 내에서 정차하고 정문이 협곡 측면을 통해 열리는 터널 측면의 문에 인접해 있기 때문이다. 터널 문은 열차가 정지한 후에만 열차 운전사가 열어준다. 정류장은 요청 정류장이며, 열차에 탑승하고자 하는 승객은 터널 문 밖에 있는 버튼을 눌러 열차의 정지를 요청해야 한다.
화물 운송은 수요가 보장되는 대로 운영되며 대부분 브뤼닉 철도를 통해 발전소에 도착하는 예비 부품을 운반한다.

## 차량

### 현재 운행 차량
| 사진 | 번호 | 분류    | 년도 | 설명 |
| ---- | ---- | ------- | ---- | --- |
|      | 8    | Be 4/4  | 1996 | New railcar built by Stadler Rail.                                                                             |
|      | 11   | BDe 4/4 | 1953 | Ex Chemins de fer du Jura 604. Bought and rebuilt in 2005 as reserve railcar used when 8 is not available.     |
|      | 12   | Gem 4/4 | 1952 | Ex Chemins de fer du Jura 402. Rebuilt from De 4/4, with the addition of a diesel engine. Operational in 2011. |

### 이전 운행 차량
| 사진 | 번호 | 분류    | 년도       | 설명 |
| ---- | ---- | ------- | ---------- | --- |
|      | 3    | Ba 2/2  | 1931       | Battery railcar with 12 seats. Taken out of service in 1979 and sold to the Deutscher Eisenbahn-Verein at Bruchhausen-Vilsen where it is numbered T46.                                                                                                  |
|      | 4-5  | CFa 2/2 | 1939, 1949 | Battery railcars with 22 seats. Number 4 was put on display at the Verkehrshaus Luzern in 1982. Number 5 is on display outside the MIB's Innertkirchen workshops.                                                                                       |
|      | 6-7  | Bem 4/4 | 1952       | Ex Oberrheinische Eisenbahn railcars 63, 65 and 68. Bought and rebuilt in 1977. Railcar 6 was broken up in 1999 and railcar 7 was broken up in around 2001.                                                                                             |
|      | 9    | Be 4/4  | 1961       | Ex Regionalverkehr Bern-Solothurn Be 4/4 74. Bought in 1997 for use as reserve railcar used when 8 is not available, replaced by 11 in 2005. Plans to restore it as a historic vehicle for RBS failed in 2007 due to the high cost of asbestos removal. |
|      | 10   | Tm II   | 1959       | Ex Brünigbahn Tm II 980. With La Traction since 2011. |